# Список керівників держав 1199 року
Список керівників держав 1199 року — це перелік правителів країн світу 1199 року.
Список керівників держав 1198 року — 1199 рік — Список керівників держав 1200 року — Список керівників держав за роками

## Європа
- Англія
  - Король Англії — Річард I Левове Серце (1189—1199); Іоанн I Безземельний (1199—1216)
- Балканський півострів
  - Князівство Арбанон — Джин Прогоні (Gjin Progoni; 1198—1208)
  - Друге Болгарське царство — Калоян (1197—1207)
  - Боснійський банат — Кулін (1180—1204)
  - Пфальцграфство Кефалонії та Закінфу — Маттео I Орсіні (1195—1238)
  - Кіпрське королівство — Аморі (1194—1205)
  - Рашка — Стефан II Неманич (1196—1202)
  - Зета (держава) — Вукан Неманич (1195—1204/1207)
- Балтія
  - Ризьке архієпископство — Альберт фон Буксгевден (1198/1199-1229)
- Білорусь
  - Вітебське князівство — Василько Брячиславич (1186—1209/1221)
  - Друцьке князівство — Борис Всеславич (1190-ті)
  - Полоцьке князівство — Володимир Полоцький (1184/1186-1216)
  - Турово-Пінське князівство — Андрій Іванович (1195—1223)
- Князь Новгородський — Ярослав Володимирович (1197—1198/1199; втретє)
- Волзька Болгарія — Абдаллах Челбір (1178—1225)
- Вельс
  - Королівство Гвінед — Ллівелін Великий (1195—1240)
  - Дехейбарт — князь Гріфід ап Ріс ап Гріфід (1197—1201)
  - Королівство Повіс — князь Повіс-Вадогу Мадог ап Гріфід Майлор (1191—1236); князь Повіс-Гвенвінвін Гвенвівнвін ап Овейн (1195—1208)
- Візантійська імперія — Олексій III Ангел (1195—1203)
  - Айргіалла — О'Ейхніг (1194—1201)
  - Десмонд — Донал Мор на Корра Мак Карті (1185—1206)
  - Коннахт — Катал Каррах МакКонхобар Менмайге (1189—1202)
  - Тір Еогайн — Аод Майх мак Аода ОНейлл (1196—1230)
  - Томонд — король Конхобар Руад О'Бріан (1198—1203)
- Італія
  - Арборейський юдикат — Вільгельм Салусіо IV (1195—1214)
  - Венеційська республіка — дож Енріко Дандоло (1192—1205)
  - Кальярський юдикат — Вільгельм Салусіо IV (1188—1214)
  - Маркграфство Монферрат — Боніфацій I Монферратський (1192—1207)
  - Салуццо (маркграфство) — Манфред ІІ (1175—1215)
  - Королівство Сицилія — король Фрідріх II (1197/1198-1212)
  - Князівство Таранто — Отто Франджипані (1197—1200)
  - Торреський юдикат — Коміта I (1198—1218)
  - Принц-єпископство Тренто — Конрад з Безено (1188—1205)
  - Маркграфство Фінале — Енріко II (1185—1231)
- Кавказ
  - Грузинське царство — Тамара Велика (1184—1213)
  - Держава Ільдегізідів — Нусрат ад-Дін Абу-Бакр (1191—1210)
- Німеччина
  - Герцогство Австрія — герцог Леопольд VI (1198—1230)
  - Герцогство Баварія — Людвіг I (1183—1231)
  - Баденське маркграфство — Герман V (1190—1243)
  - Берг (герцогство) — Адольф ІІІ (1189—1218)
  - Берхтесгаден (пробство) — Бернхард І Шонстаттенський (1188—1201)
  - Маркграфство Бранденбург — Отто II (1184—1205)
  - Принц-єпископство Бріксен — Еберхард фон Регенсберг (1196—1200)
  - Графство Вюртемберг — граф Гартман I (1181—1240) і Людвіг III (1181—1241)
  - Вюрцбург (принц-єпископство) — Конрад фон Кверфурт (1198—1202)
  - Архієпископ Зальцбургу — Адальберт III Богемський (1183—1200; вдруге)
  - Герцогство Каринтія — Ульріх II (1181—1201)
  - Кельнське курфюрство — Адольф I фон Альтена (1193—1205)
  - Кенігсегг (Königsegg) — Бертольд I Фронгофен (1192—1209)
  - Клеве (герцогство) — Арнольд II (1198—1200/1201)
  - Констанц (князівство-єпископство) — Дітхельм (1189—1206)
  - Крайна (марка) — Бертольд IV (1188—1204)
  - Курпфальц — пфальцграф Генріх V (1195—1213)
  - Ліппе-Детмольд — Герман II (1196—1229)
  - Лужицька марка — Конрад II (1190—1210)
  - Любекське князівство-єпископство — Дітріх I (1186—1210)
  - Архієпископ Майнца Конрад I фон Віттельсбах (1183—1200)
  - Марк (графство) — Адольф I (1198—1249)
  - Маркграфство Мейсен — Дітріх I (1195—1221)
  - Меранія (герцогство) — Бертольд IV (1180/1182-1204)
  - Нюрнберг (бургграфство) — Фрідріх I (1191/1192-1200)
  - Графство Ольденбург — Моріц I (1167—1209)
  - Ободрицький союз — герцог Мекленбурга Генріх Борвін I (1178—1227)
  - Падерборнське князівство-єпископство — Бернгард II фон Іббенбюрен (1188—1203)
  - Герцогство Померанія — Богуслав II (1187—1221)
  - Померанія-Щецін — Богуслав II (1187—1221)
  - Равенсберг (графство) — Герман II (1175/1180-1221)
  - Ратцебург (графство) — Бернхард III (1198—1199)
  - Князівство Руян — Яромар I (1170—1218)
  - Герцогство Саксонія — Бернхард III (1180—1212)
  - граф Тиролю — до 1202 вакантне
  - Фельденц (графство) — Герлах III (1189—1214)
  - Герцогство Швабія — Філіпп Швабський (1196—1228)
  - Шверін (графство) — Гунцелін II (1195—1220)
  - Герцогство Штирія — Леопольд VI (1194—1230)
- Піренейський півострів
  - Королівство Арагон — Педро II (1196/1197-1213)
  - Королівство Леон — король Леону і Галісії Альфонсо IX (1188—1230)
  - Королівство Португалія — король Саншу I (1185—1211)
  - Королівство Наварра — Санчо VII (1194—1234)
  - Майоркська тайфа — Абдаллах ібн Ганія (1187—1203)
- Польща — Мешко III Старий (1198—1199); Лешко I Білий (1199); Мешко III Старий (1199—1202)
  - Гнєзненське князівство — Казимир II Справедливий (1177—1202)
  - Каліське князівство — Мешко III Старий (1194—1202)
  - Мазовецьке князівство — Лешко I Білий (1194—1200)
  - Познанське князівство — Мешко III Старий (1194—1202)
  - Сандомирське князівство — Лешко I Білий (1194—1227)
  - Сілезьке князівство — Болеслав I Високий (1163—1201)
  - Вроцлавське князівство — Болеслав I Високий (1173—1201)
  - Ратиборське князівство — Мешко IV Кривоногий (1173—1211)
  - Опольське князівство — Ярослав Болеславич (1173—1201)
- Велике князівство Владимирське — Всеволод Велике Гніздо (1176—1212)
- Муромське князівство — Володимир Юрійович (1174/1177-1203)
- Велике князівство Рязанське — Роман Глібович (1180—1207)
  - Трубчевське князівство — Святослав Всеволодович (1196—1232)
- Скандинавія
  - король Данії — Кнуд VI (1182—1202)
  - Король Норвегії Сверрір I Сіґурдссон (1184—1202)
  - Швеція — Сверкер II (1196—1208)
- Угорське князівство — король Імріх I (1196—1204)
- Україна — Київський князь Рюрик Ростиславич (1194—1201)
  - Белзьке князівство — Олександр Всеволодович (1195—1208)
  - Білгородське князівство — Ростислав Рюрикович (1189—1203)
  - Вишгородське князівство — Ростислав Рюрикович (1198—1199); Ярослав Володимирович (1199—1205)
  - Волинське князівство — Роман Мстиславич (1188—1205)
  - Галицьке князівство — Володимир Ярославич (1188—1199); Роман Мстиславич (1199—1205)
  - Дубровицьке князівство — Олександр Дубровицький (1190—1223)
  - Курське князівство — Святослав Ігорович (1196? — 1206)
  - князь Луцький — Інгвар Ярославич (1180—1220)
  - Овруцьке князівство — вакансія до 1210
  - Переяславське князівство — Ярослав Красний (1187—1199)
  - Смоленське князівство — Мстислав II Романович Старий (1197—1213)
  - Стародубське князівство (Сіверщина) — Всеволод Чермний (1198—1202)
  - Чернігівське князівство — Ігор Святославич (1198—1202)
- Королівство Франція — Філіпп II Август (1180—1223)
  - Герцогство Аквітанія — Елеонора I (1137—1204)
  - Арелатське королівство — пфальцграф — Оттон I (1184—1201)
  - Герцогство Бар — Тібо I (1190—1214)
  - Брабант (герцогство) — Генріх I (1183—1235)
  - Графство Булонь — Іда Лотарінгська (1173—1216)
  - Графство Бургундія — Оттон I (1184—1201)
  - Графство Нант — Констанція I (1166—1201)
  - Бретонське герцогство — Констанція I (1166—1201)
  - Голландія — Дірк VII (1190—1203)
  - Ено (графство) — Балдуїн I (1195—1205)
  - Жеводан (графство) — Педро II (1196—1213)
  - Графство Ла Марш — Гуго IX Лузіньян (1199—1219) захопив у полон королеву Англії Елеонору Аквітанську і тримав її, поки вона не визнала його графом де Ла Марш, що було підтверджено 1200 року васальною присягою королю Англії Іоанну Безземельному.
  - Лімбург (герцогство) — Генріх III (1167—1221)
  - Нижня Лотарингія — Генріх I (1190—1123). Генріх I прийняв титул герцога Брабанта, який витіснив титул герцога Нижньої Лотарингії.
  - граф Лувену і маркграф Брюсселю Генріх I (1190—1223)
  - Люксембург (графство) — Ермезінда II (1197—1247)
  - Льєзьке єпископство — Альберт II фон Квік (1195—1200)
  - Графство Мен — Річард I Левове Серце (1189—1199); Іоанн I Безземельний (1199—1204)
  - Монбельяр (графство) — Річард III де Монфокон (1195—1204)
  - Монпельє (сеньйорія) — Гільйом VIII де Монпельє (1172—1202)
  - Намюр (графство) — Філіп I (1195—1212)
  - Нормандія — Річард I Левове Серце (1189—1199); Іоанн I Безземельний (1199—1204)
  - Оранж (князівство) — Гільйом I де Бо (1180—1218)
  - Родез (графство) — Гуго II (1154—1208)
  - Савойське графство — Томас I (1189—1233)
  - Графство Тулуза — Раймунд VI (1194—1222)
  - Урхельське графство — Ерменгол VIII (1184—1209)
  - Фландрія — Балдуїн IX (1194—1205)
  - Графство Фуа — Раймунд Роже де Фуа (1188—1223)
- Чехія — король Владислав III (1197—1222)
  - Король Богемії Оттокар I (1197—1230)
- Шотландія
  - Король Шотландії Вільгельм I (1165—1214)
- Святий Престол; Папська держава — папа римський Іннокентій III (1198—1216)
- Вселенський патріарх — Іван X Каматир (1198—1206)

## Азія
- Візантійська імперія — Олексій III Ангел (1195—1203)
- Близький Схід
  - Антіохійське князівство — Боемунд III (1163—1201)
  - Єрусалимське королівство — Ізабела I (1192—1205)
    - каштелян і сеньйор Рамли Жан I д'Ібелін (1193—1236?)
    - Сідонська сеньйорія — до 1202 ?

  - Кілікійське царство — Левон II (1187—1217; коронований 1199)
  - Графство Триполі — Боемунд IV (1189—1233)
  - Яффо-Аскалонське графство — Аморі (1193—1205)
  - Артукіди — правитель Хасанкейфа Сокмен II ібн Мухаммед (1185—1201); правитель Мардіна Юлюк-Арслан Хусам ад-дін (1184—1201)
  - Аюбіди — емір Дамаска Аль-Аділь I Ахмад ібн Аюб (1196—1218)
  - Багдадський халіфат — Ахмад ан-Насір Лідініллах (1180—1225)
  - Зангіди — емір Мосула Арслан-шах I ібн Масуд (1192—1211); Синджар — Мухаммад ібн Зангі (1197—1219); Джизре — Санджар-шах ібн Газі (1180—1208)
  - Шаріфат Мекки — Мукатір ібн Іса (1191—1201; втретє)
  - Румський султанат — Сулейман-шах (1196—1204)
  - Зіяриди — Нізарі — Нур ад-Дін Мухаммад (1166—1210)
  - Держава Ширваншахів — Шаханшах (1197—1200)
  - Ділмачогуллари — Хусамеддін Тугрул (1192—1229?)
- Шах-Арменіди — Мухаммад ал-Мансур (1197/1198-1206)
- Нор-Бердське князівство — Васак II (1198? — 1237?)
- Династія Лі — Лі Као Тонг (1175—1210)
- Індія і Шрі-Ланка
  - Східні Ганги — Раджраджа Дева III (1198—1211)
  - Гуджарадеша — Бгіма II (1178—1240)
  - Гурідський султанат — Абул-Фатіх Ґорі (1163—1202)
  - Джайпур (князівство) — Радждео (?1179 — 1216)
  - Джайсалмер (князівство) — Шалівахан Сінгх II (1168—1200)
  - Чандела — магараджахіраджа Джеджа-Бхукті Парамарді (1166—1203)
  - Династія Какатіїв — Махадева (1195—1199); Ганапатідева (1199—1262)
  - Династія Карнат — Нарсімхадева (1187—1227)
  - самраат Кашмірської держави (Династія Лохара) — Яссака (1181—1198/1199); Джагадева (1198/1199-1212/1213)
  - Мевар (князівство) — Ранасімха (1198? — 1223)
  - Держава Пандья — Джатаварман Куласекхар (1190—1216)
  - Парамара — Субхатаварман (1193—1210)
  - Полоннарува — Лілаваті (1197—1200)
  - Династія Сена — Лакшманасена (1179—1206)
  - Династія Тхакурі — Віджаякамадева II (1196—1200/1201)
  - Саканбарі — нріпа Джайтугі (1191/1192-1200)
  - Династія Сеунів — Джайтугі (1191—1200)
  - Держава Хойсалів — Віра Балала II (1173—1220)
  - Західні Чалук'ї — Сомешвара IV (1183—1200)
  - Чола — Кулотунга Чола III (1178—1218)
- Індонезія; Південно-Східна Азія
  - Чампа — Сур'яварман (1192? — 1203)
  - Кедірі (королівство) — Кертаджая (1194—1222)
  - Сунда — між 1175 і 1297 — Прабу Гуру Дхармасікса
  - Кедах (султанат) — Муадзам Шах Кедах (1179—1202)
- Китай; Монголія
  - Далі — Дуань Чжісін (1171—1200)
  - 1-й хан караїтів Ван-Хан (1165—1203)
  - ідикут Кучі — Клич-Кара (?)
  - 1-й хан найманів — Таян-хан (1198—1204) і Буюрук-хан (1198—1202)
  - Династія Сун — Чжао Ко (1194—1224)
  - Західна Ся — Лі Чунью (1193—1206)
  - Династія Цзінь — Ваньянь Цзін (1189—1208)
- Корея
  - Корьо — Сінджон (1197—1204)
- Паганське царство — король Кансу II (1174/1194-1211)
- Персія і Середня Азія
  - Ахмадили (Ahmadilis) — Ала-аль-Дін Корпе Арслан (1189—1208)
  - Баванди — Ардашир I 9(1173—1205)
  - Західнокараханідське ханство — Ібрагім III Богра-хан (1178—1202)
  - шах Хорезму — Ала ад-Дін Текіш (1172—1200)
- Кхмерська імперія — Джаяварман VII (1181—1218)
- Середня Азія
  - Каракитайське ханство — Єлу Чжулху (1177—1213)
  - Східнокараханідське ханство — Юсуф Тамгач-хан (1180—1205)
- Японія — Імператор Цутімікадо (1198—1210)

## Африка
- Альмохади — Абу Юсуф Якуб аль-Мансур (1184—1199); Мухаммед ан-Насір (1199—1212)
- Кілва (султанат) — Хусейн ібн Сулейман (1191—1215)
- Макурія — Ях'я або Іоанн III — між 1190 і 1268
- Нрі — Езе Нрі Буіфе (між 1158 і 1258)
- Аюбіди — Аль-Мансур Мухаммад ібн Усман (1198—1200)

## Північна Америка
- Ацкапоцалько — ? до 1240
- Маяпанська ліга — Хунаккеель (1196—1210/1220)